# 安德里伊夫卡 (瓦爾瓦里夫卡市鎮)
48°8′17″N 35°19′26″E / 48.13806°N 35.32389°E
安德里伊夫卡（羅馬化：Andriivka）是位於烏克蘭中部的村莊，由第聶伯羅彼得羅夫斯克州裡錫內利尼科韋區的瓦爾瓦里夫卡市鎮負責管轄。該村處於普洛斯卡奧索科里夫卡河右岸，分別距離奧索科里夫卡1公里和奧列克桑德羅皮利0.5公里，海拔高度76米，2001年人口342。